# Гукасян, Аркадий Аршавирович
Арка́дий Аршави́рович Гукася́н (арм. Արկադի Արշավիրի Ղուկասյան; род. 22 июня 1957, Степанакерт, Нагорно-Карабахская АО) — государственный и политический деятель непризнанной Нагорно-Карабахской Республики (НКР), второй президент НКР (1997—2007). Герой Арцаха (2008). По образованию и профессии — филолог, журналист, дипломат.

## Биография
Родился 22 июня 1957 года в городе Степанакерт Нагорно-Карабахской автономной области Азербайджанской ССР.

### Образование и ранняя карьера
Окончил среднюю школу № 8 в городе Ханкенди в 1974 году, а в 1979 году — Ереванский государственный университет, где обучался на филологическом факультете.
Трудовую деятельность Аркадий начал в 1980 году в редакции газеты «Советакан Карабах» («Советский Карабах») — сначала в качестве корреспондента, а с 1981 года — заместителя главного редактора этого издания.

### Участие в карабахском движении
С 1988 года — активный участник карабахского национального движения, подвергавший беспощадной критике политику властей Азербайджана и Советского Союза в отношении армян Нагорного Карабаха, которую он считал дискриминационной.
В январе 1990 года Гукасян был арестован и в течение месяца находился в заключении в Ростове-на-Дону за опубликование статьи, осуждающей организаторов и исполнителей армянских погромов в Баку. Впоследствии неоднократно подвергался домашнему аресту.
В первые месяцы армяно-азербайджанского вооружённого конфликта Гукасян находился на фронте в качестве военного корреспондента.
В сентябре 1992 года Гукасян был назначен советником председателя Государственного комитета обороны (ГКО) НКР по политическим вопросам. Одновременно он выполнял функции руководителя делегации НКР на переговорах по урегулированию конфликта с Азербайджаном под эгидой Минской группы ОБСЕ.

### Политическая деятельность
В июле 1993 года в НКР было создано Министерство иностранных дел, первым руководителем которого стал Гукасян. С лета 1993 года Гукасян в официальном качестве вёл межгосударственные переговоры с заместителем председателя Верховного совета Азербайджана Афияддином Джалиловым, которые были прекращены вскоре после прихода к власти в Баку Гейдара Алиева.
С 1993 года Гукасян — член Совета безопасности НКР.

#### Президентство
На прошедших в сентябре 1997 года в НКР внеочередных альтернативных президентских выборах Гукасян подавляющим большинством голосов, опередив двух соперников, избрался Президентом Нагорно-Карабахской Республики. С этого времени Гукасян стал главнокомандующим Вооруженными силами и председателем Совета безопасности НКР.
22 марта 2000 года в Нагорном Карабахе на Гукасяна было совершено покушение, в результате которого он получил ранения. 26 февраля 2001 года организатором и заказчиком этого преступления судом был признан бывший министр обороны НКР, генерал-лейтенант Самвел Бабаян. Он был приговорён к 14 годам лишения свободы в колонии строгого режима с конфискацией имущества и лишением воинского звания.
В качестве президента НКР Гукасян неоднократно посещал с визитами Москву, Вашингтон, Париж, Прагу, где имел встречи на высоком, хотя и не на высшем, государственном уровне и в евроструктурах. В декабре 2002 года властями Азербайджана Гукасян был объявлен в розыск как «главный сепаратист».
В 2002 году Гукасян был избран президентом НКР на второй пятилетний срок. В 2007 году, по истечении двух президентских сроков, максимально возможных по Конституции НКР, Гукасян ушёл в отставку.

#### После президентства
В 2014 году в ряде армянских СМИ появилась информация, что Гукасян заручился поддержкой влиятельных общественно-политических сил в Армении и является потенциальным кандидатом на выборах президента Нагорного Карабаха 2017 года. Однако Гукасян не принял участия в выборах.

### Арест
3 октября 2023 года, по данным агентства Азери-Пресс, был задержан Службой государственной безопасности Азербайджана вместе с другими бывшими руководителями НКР и доставлен в Баку.
5 октября 2023 года Сабаильский районный суд г. Баку на 4 месяца арестовал бывших руководителей НКР, в том числе и Аркадия Гукасяна, Службой государственной безопасности были выдвинуты обвинения по ряду статей Уголовного кодекса Азербайджана.
17 января 2025 года стартовал судебный процесс над Гукасяном и рядом других бывших представителей военно-политического руководства НКР.

## Награды и звания
- Герой Арцаха (10 декабря 2008) — за исключительные заслуги перед Нагорно-Карабахской Республикой и в связи с годовщиной принятия Конституции НКР[9].
- Орден Тиграна Великого (Армения, 15 сентября 2017) — за неутомимую и непатриотическую государственно-политическую деятельность[10].
- Почётный гражданин Еревана (2001).
- «Золотой крест» Союза армян России — за выдающийся вклад в укрепление Армянского Государства и отношений между Арменией и Россией[11].

## Личная жизнь
Женат, имеет двоих детей. Вторым браком Гукасян связал себя в сентябре 1997 года: одержав победу на президентских выборах в НКР, Аркадий женился на сотруднице своего аппарата.